# Alberto Orsi
Alberto Orsi (XIX secolo – XX secolo) è stato uno scrittore e medico italiano.
Medico e ginecologo, fu autore di diversi trattati di sessuologia che circolarono anche oltre l'ambito strettamente accademico, alcuni dei quali furono tradotti anche in spagnolo.
Come scrittore di romanzi avventurosi, fu uno dei principali autori della fantascienza italiana tra le due guerre col suo romanzo L'areostato nero (1912).
Scrisse assieme a Yambo il romanzo Il mammouth del 1909.

## Opere
(parziale)

### Romanzi
Romanzi per adulti
- Il vincitore, 1905
- Nel peccato
- Lo spirito errante

Romanzi avventurosi / per ragazzi
- Re di spade, Il romanzo d'avventure, Genova, Spiotti, 1907
- Il mammouth, Roma, Casa Editrice G. Scotti & C., 1909 (con Yambo; illustrato da Yambo)
- L'areostato nero, 1912 (illustrazioni di Adriano Minardi)
- La torre del silenzio
- La regina dei diamanti

Novelle
- La ciocca di capelli, Genova, E. Spiotti, 1907
- La storia di un leone di buon cuore, Roma, Casa Ed. M. Carra e C. di L. Bellini, 1909
- La ballerina, Tip. Unione Ed., 1912

### Saggi
- La donna nuda. Saggio di psicologia del pudore, Renzo Streglio, 1905
- L'accoppiamento umano, saggio di psicologia sociale, M. Carra, 1907
- Lussuria e castità, seguito alla "Donna Nuda", 1907
- Verginità. Saggio di patologia sociale. Dalle memorie di un medico, Roma, Tip. ed. Sallustiana, 1908
- Le barriere della voluttà: psicologia sessuale della donna, 1915
- Dei sieri, vaccini e prodotti opoterapici I.S.M., Milano, Istituto Sieroterapico Milanese, 1916 (con Luigi Viganò e Serafino Belfanti)
- Il pudore sessuale, Sesto S. Giovanni, Casa Ed. Madella, 1917
- La coppia umana, Sesto S. Giovanni, Casa Ed. Madella, 1917
- Fermenti lattici e l'acidità dell'ambiente intestinale, Roma, Coop. operaia romana, 1919
- Come amano le donne, Roma, Casa Ed. M. Carra e C., di L. Bellini, 1919
- La castità, Milano, A. Barion, 1920
- I diritti sessuali della donna, Milano, A. Barion, 1920

### Poesia
- Gli amori, poesie di Ovidio tradotte in distici italiani
- Il Cantico dei cantici / di Salomone. Voltato in versi italiani, Roma, M. Carra e C., 1908
- L'esercito santo. Monologo [in versi], per bambina, Sanremo, Tip. G. B. Biancheri, 1915

## Filmografia
Regista
- La colonna del milione (1920)